# IISHF Inline-Skaterhockey-Europapokal 2012
Der 14. IISHF Inline-Skaterhockey-Europapokal der Herren fand vom 18. Mai - 20. Mai 2012 in Givisiez, Schweiz statt.

## Teilnehmer
| Gruppe A | SHC Rockets Essen     | Hallamshire Hornets           | El Diablo Rødovre |  |
| Gruppe B | SHC La Baroche        | IHC Irish Moose Linz          | TV Augsburg       |  |
| Gruppe C | Borehamwood Crusaders | Admiral Red Dragons Altenberg | Duisburg Ducks    |  |
| Gruppe D | Rhein-Main Patriots   | Vesterbro Starz               | SHC Givisiez      |  |

## Vorrunde

### Gruppe A
| 18. Mai | Hallamshire Hornets | - | El Diablo Rødovre   | 3:0 |
|         |                     |   |                     |     |
| 18. Mai | SHC Rockets Essen   | - | Hallamshire Hornets | 4:3 |
|         |                     |   |                     |     |
| 18. Mai | El Diablo Rødovre   | - | SHC Rockets Essen   | 2:2 |

| Platz | Team                | Sp | Sg | Un | NL | Tore+ | Tore- | TD  | Pkte. |
| ----- | ------------------- | -- | -- | -- | -- | ----- | ----- | --- | ----- |
| 1     | SHC Rockets Essen   | 2  | 1  | 1  | 0  | 6     | 5     | + 1 | 3     |
| 2     | Hallamshire Hornets | 2  | 1  | 0  | 1  | 6     | 4     | + 2 | 2     |
| 3     | El Diablo Rødovre   | 2  | 0  | 1  | 1  | 2     | 5     | - 3 | 1     |

### Gruppe B
| 18. Mai | IHC Irish Moose Linz | - | SHC La Baroche       | 1:1 |
|         |                      |   |                      |     |
| 18. Mai | TV Augsburg          | - | IHC Irish Moose Linz | 5:5 |
|         |                      |   |                      |     |
| 18. Mai | SHC La Baroche       | - | TV Augsburg          | 0:4 |

| Platz | Team                 | Sp | Sg | Un | NL | Tore+ | Tore- | TD  | Pkte. |
| ----- | -------------------- | -- | -- | -- | -- | ----- | ----- | --- | ----- |
| 1     | TV Augsburg          | 2  | 1  | 1  | 0  | 9     | 5     | + 4 | 3     |
| 2     | IHC Irish Moose Linz | 2  | 0  | 2  | 0  | 6     | 6     | + 0 | 2     |
| 3     | SHC La Baroche       | 2  | 0  | 1  | 1  | 1     | 5     | - 4 | 1     |

### Gruppe C
| 18. Mai | Duisburg Ducks                | - | Admiral Red Dragons Altenberg | 4:2 |
|         |                               |   |                               |     |
| 18. Mai | Borehamwood Crusaders         | - | Duisburg Ducks                | 0:3 |
|         |                               |   |                               |     |
| 18. Mai | Admiral Red Dragons Altenberg | - | Borehamwood Crusaders         | 2:5 |

| Platz | Team                          | Sp | Sg | Un | NL | Tore+ | Tore- | TD  | Pkte. |
| ----- | ----------------------------- | -- | -- | -- | -- | ----- | ----- | --- | ----- |
| 1     | Duisburg Ducks                | 2  | 2  | 0  | 0  | 7     | 2     | + 5 | 4     |
| 2     | Borehamwood Crusaders         | 2  | 1  | 0  | 1  | 5     | 5     | + 0 | 2     |
| 3     | Admiral Red Dragons Altenberg | 2  | 0  | 0  | 2  | 4     | 9     | - 5 | 0     |

### Gruppe D
| 18. Mai | SHC Givisiez        | - | Rhein-Main Patriots | 4:4 |
|         |                     |   |                     |     |
| 18. Mai | Vesterbro Starz     | - | SHC Givisiez        | 3:3 |
|         |                     |   |                     |     |
| 18. Mai | Rhein-Main Patriots | - | Vesterbro Starz     | 4:4 |

| Platz | Team                | Sp | Sg | Un | NL | Tore+ | Tore- | TD  | Pkte. |
| ----- | ------------------- | -- | -- | -- | -- | ----- | ----- | --- | ----- |
| 1     | Rhein-Main Patriots | 2  | 0  | 2  | 0  | 8     | 8     | + 0 | 2     |
| 2     | SHC Givisiez        | 2  | 0  | 2  | 0  | 7     | 7     | + 0 | 2     |
| 3     | Vesterbro Starz     | 2  | 0  | 2  | 0  | 7     | 7     | + 0 | 2     |

## 2. Runde
Die Punkte aus der Vorrunde werden in die 2. Runde übertragen, die Tore hingegen verfallen. Die beiden Tabellenersten qualifizieren sich für das Viertelfinale, während der jeweilige Tabellenletzte zu den Platzierungsspielen um die Plätze 9 – 12 antritt.
| Gruppe E | SHC Rockets Essen   | IHC Irish Moose Linz  | Vesterbro Starz               |  |
| Gruppe F | TV Augsburg         | Hallamshire Hornets   | Admiral Red Dragons Altenberg |  |
| Gruppe G | Duisburg Ducks      | SHC Givisiez          | SHC La Baroche                |  |
| Gruppe H | Rhein-Main Patriots | Borehamwood Crusaders | EL Diablo Rødovre             |  |

### Gruppe E
| 19. Mai | IHC Irish Moose Linz | - | Vesterbro Starz      | 5:8 |
|         |                      |   |                      |     |
| 19. Mai | SHC Rockets Essen    | - | IHC Irish Moose Linz | 4:3 |
|         |                      |   |                      |     |
| 19. Mai | Vesterbro Starz      | - | SHC Rockets Essen    | 4:2 |

| Platz | Team                 | Sp | Sg | Un | NL | Tore+ | Tore- | TD  | Pkte. | Pkte. Vortag |
| ----- | -------------------- | -- | -- | -- | -- | ----- | ----- | --- | ----- | ------------ |
| 1     | Vesterbro Starz      | 2  | 2  | 0  | 0  | 12    | 07    | + 5 | 6     | 2            |
| 2     | SHC Rockets Essen    | 2  | 1  | 0  | 1  | 06    | 07    | - 1 | 5     | 3            |
| 3     | IHC Irish Moose Linz | 2  | 0  | 0  | 2  | 08    | 12    | - 4 | 2     | 2            |

### Gruppe F
| 19. Mai | Hallamshire Hornets           | - | Admiral Red Dragons Altenberg | 9:1 |
|         |                               |   |                               |     |
| 19. Mai | TV Augsburg                   | - | Hallamshire Hornets           | 3:6 |
|         |                               |   |                               |     |
| 19. Mai | Admiral Red Dragons Altenberg | - | TV Augsburg                   | 3:6 |

| Platz | Team                          | Sp | Sg | Un | NL | Tore+ | Tore- | TD   | Pkte. | Pkte. Vortag |
| ----- | ----------------------------- | -- | -- | -- | -- | ----- | ----- | ---- | ----- | ------------ |
| 1     | Hallamshire Hornets           | 2  | 2  | 0  | 0  | 15    | 04    | + 11 | 6     | 2            |
| 2     | TV Augsburg                   | 2  | 1  | 0  | 1  | 09    | 09    | + 0  | 5     | 3            |
| 3     | Admiral Red Dragons Altenberg | 2  | 0  | 0  | 2  | 03    | 15    | - 12 | 0     | 0            |

### Gruppe G
| 19. Mai | SHC Givisiez   | - | SHC La Baroche | 4:2 |
|         |                |   |                |     |
| 19. Mai | Duisburg Ducks | - | SHC Givisiez   | 1:4 |
|         |                |   |                |     |
| 19. Mai | SHC La Baroche | - | Duisburg Ducks | 1:7 |

| Platz | Team           | Sp | Sg | Un | NL | Tore+ | Tore- | TD  | Pkte. | Pkte. Vortag |
| ----- | -------------- | -- | -- | -- | -- | ----- | ----- | --- | ----- | ------------ |
| 1     | SHC Givisiez   | 2  | 2  | 0  | 0  | 8     | 03    | + 5 | 6     | 2            |
| 2     | Duisburg Ducks | 2  | 1  | 0  | 1  | 8     | 05    | + 3 | 6     | 4            |
| 3     | SHC La Baroche | 2  | 0  | 0  | 2  | 3     | 11    | - 8 | 1     | 1            |

### Gruppe H
| 19. Mai | Borehamwood Crusaders | - | EL Diablo Rødovre     | 5:1 |
|         |                       |   |                       |     |
| 19. Mai | Rhein-Main Patriots   | - | Borehamwood Crusaders | 3:1 |
|         |                       |   |                       |     |
| 19. Mai | EL Diablo Rødovre     | - | Rhein-Main Patriots   | 2:4 |

| Platz | Team                  | Sp | Sg | Un | NL | Tore+ | Tore- | TD  | Pkte. | Pkte. Vortag |
| ----- | --------------------- | -- | -- | -- | -- | ----- | ----- | --- | ----- | ------------ |
| 1     | Rhein-Main Patriots   | 2  | 2  | 0  | 0  | 7     | 3     | + 4 | 6     | 2            |
| 2     | Borehamwood Crusaders | 2  | 1  | 0  | 1  | 6     | 4     | + 2 | 4     | 2            |
| 3     | EL Diablo Rødovre     | 2  | 0  | 0  | 2  | 3     | 9     | - 6 | 1     | 1            |

## Finalrunde

### Playoffs
|  | Viertelfinale | Viertelfinale         | Viertelfinale |  |  | Halbfinale | Halbfinale          | Halbfinale |  |  | Finale           | Finale              | Finale           |
|  |               |                       |               |  |  |            |                     |            |  |  |                  |                     |                  |
|  | F1            | Hallamshire Hornets   | 6             |  |  |            |                     |            |  |  |                  |                     |                  |
|  | E2            | SHC Rockets Essen     | 3             |  |  |            |                     |            |  |  |                  |                     |                  |
|  |               |                       |               |  |  |            | Hallamshire Hornets | 4          |  |  |                  |                     |                  |
|  |               |                       |               |  |  |            | Duisburg Ducks      | 5 n. V.    |  |  |                  |                     |                  |
|  | E1            | Vesterbro Starz       | 3             |  |  |            |                     |            |  |  |                  |                     |                  |
|  | H2            | Borehamwood Crusaders | 1             |  |  |            |                     |            |  |  |                  |                     |                  |
|  |               |                       |               |  |  |            |                     |            |  |  |                  | Duisburg Ducks      | 3                |
|  |               |                       |               |  |  |            |                     |            |  |  |                  | Vesterbro Starz     | 4 n. V.          |
|  | G1            | SHC Givisiez          | 2             |  |  |            |                     |            |  |  |                  |                     |                  |
|  | F2            | TV Augsburg           | 1             |  |  |            |                     |            |  |  |                  |                     |                  |
|  |               |                       |               |  |  |            | Vesterbro Starz     | 4          |  |  |                  |                     |                  |
|  |               |                       |               |  |  |            | SHC Givisiez        | 1          |  |  | Spiel um Platz 3 | Spiel um Platz 3    | Spiel um Platz 3 |
|  | H1            | Rhein-Main Patriots   | 3             |  |  |            |                     |            |  |  |                  | Hallamshire Hornets | 7                |
|  | G2            | Duisburg Ducks        | 4             |  |  |            |                     |            |  |  |                  | SHC Givisiez        | 5                |

### Platzierungsspiele
Die Verlierer der Viertelfinals spielen untereinander die Plätze 5 – 8 aus.
| Spiele um Platz 9 – 12 |                               |   |                               |           |
| 20. Mai                | IHC Irish Moose Linz          | - | Admiral Red Dragons Altenberg | 8:5       |
|                        |                               |   |                               |           |
| 20. Mai                | SHC La Baroche                | - | El Diablo Rødovre             | 3:4 n. V. |
|                        |                               |   |                               |           |
|                        |                               |   |                               |           |
| Spiele um Platz 5 – 8  |                               |   |                               |           |
| 20. Mai                | SHC Rockets Essen             | - | Rhein-Main Patriots           | 5:6       |
|                        |                               |   |                               |           |
| 20. Mai                | Borehamwood Crusaders         | - | TV Augsburg                   | 2:4       |
|                        |                               |   |                               |           |
|                        |                               |   |                               |           |
| Spiel um Platz 11      |                               |   |                               |           |
| 20. Mai                | Admiral Red Dragons Altenberg | - | SHC La Baroche                | 4:5       |
|                        |                               |   |                               |           |
|                        |                               |   |                               |           |
| Spiel um Platz 9       |                               |   |                               |           |
| 20. Mai                | El Diablo Rødovre             | - | IHC Irish Moose Linz          | 4:7       |
|                        |                               |   |                               |           |
|                        |                               |   |                               |           |
| Spiel um Platz 7       |                               |   |                               |           |
| 20. Mai                | Borehamwood Crusaders         | - | SHC Rockets Essen             | 3:6       |
|                        |                               |   |                               |           |
|                        |                               |   |                               |           |
| Spiel um Platz 5       |                               |   |                               |           |
| 20. Mai                | Rhein-Main Patriots           | - | TV Augsburg                   | 6:5 n. P. |

## Abschlussplatzierungen
| RF | Team                          |
| -- | ----------------------------- |
| 01 | Vesterbro Starz               |
| 02 | Duisburg Ducks                |
| 03 | Hallamshire Hornets           |
| 04 | SHC Givisiez                  |
| 05 | Rhein-Main Patriots           |
| 06 | TV Augsburg                   |
| 07 | SHC Rockets Essen             |
| 08 | Borehamwood Crusaders         |
| 09 | IHC Irish Moose Linz          |
| 10 | El Diablo Rødovre             |
| 11 | SHC La Baroche                |
| 12 | Admiral Red Dragons Altenberg |

## All-Star Team
| Feldspieler:     | Richard Walsh (Hallamshire) – Sebastian Schneider (Duisburg) - Oliver Sommer (Vesterbro) – Alex Pearman (Hallamshire) |
| Tor:             | Laurent Meyer (Givisiez)                                                                                              |
| Fair-Play-Pokal: | Vesterbro Starz |

## Top-Scorer
| RF | Name                | Team                 | Pk | G  | A |
| -- | ------------------- | -------------------- | -- | -- | - |
| 1  | Alex Pearman        | Hallamshire Hornets  | 19 | 13 | 6 |
| 2  | Fabian Ecker        | IHC Irish Moose Linz | 18 | 10 | 8 |
| 3  | Oliver Sommer       | Vesterbro Starz      | 15 | 10 | 5 |
| 4  | Danny Albrecht      | SHC Rockets Essen    | 13 | 9  | 4 |
| 5  | Matthew Tarpey      | Hallamshire Hornets  | 13 | 6  | 7 |
| 6  | Robin Stilling      | Vesterbro Starz      | 12 | 7  | 5 |
| 7  | Alexander Feichtner | IHC Irish Moose Linz | 12 | 6  | 6 |
| 8  | Jan Barta           | Rhein-Main Patriots  | 11 | 9  | 2 |
| 9  | Christian Nieberle  | SHC Rockets Essen    | 11 | 4  | 7 |
| 10 | Richard Walsh       | Hallamshire Hornets  | 9  | 5  | 4 |